# Baruc de Gales
São Baruc (em galês:  Barrwg ˈbarʊɡ; também conhecido como Barruc, Barrog ou Barry) foi um santo galês do século VI.
São Baruc, que foi um discípulo de São Cadoc, esqueceu de trazer o material de leitura deste, em uma jornada partindo da ilha de Flat Holm. Cadoc enviou ele de volta e ele se afogou no canal de Bristol na jornada de volta. Ele foi sepultado na ilha de Barry, no Vale de Glamorgan, no País de Gales. As ruínas de uma capela dedicada a ele ainda podem ser vistas em Friars Road, na ilha de Barry. Sua festa é celebrada em 27 de setembro.
Baruc cedeu seu nome a uma escola de ensino primário em língua galesa, em Barry, chamada "Ysgol Gymraeg Sant Baruc" e também um concelho eleitoral em Barry, conhecido como Baruc Ward.